# 早川諒 (起業家)
早川 諒（はやかわ りょう、1983年 - ）は、日本の実業家、講演家、著者。株式会社SoWiLLの代表取締役。一般社団法人ビジネスプランナー協会代表理事。その他複数の法人で取締役を務める。

## 来歴・人物
最終学歴は中卒。
中学卒業後から音楽活動を始める。
2014年に日本とフィリピンに法人を設立して起業。自分自身が経済的な理由から若い頃に留学に行くことを諦めた経験から、”誰でも海外留学に挑戦できる”をコンセプトに、フィリピンのセブ島で日本人向けの英語留学学校を経営し、4000名以上の卒業生を送り出す。
セブ島現地のフィリピン人に向けた日本語学校も開設し、自身の父を主任講師として採用。
その後、経営や投資先の会社数を増やして、海外はハワイやバリ島、国内は沖縄や壱岐島で教育事業を中心に事業展開する。
2017年6月、実業家の横幕 真理と結婚。
2023年4月、
『4000名を成功に導き人生を変えた最強のひと言』をゴマブックス株式会社より出版。

## 活動
著書
『4000名を成功に導き、人生を変えた　最強のひと言』(2023年4月、ゴマブックス)

## 出演・掲載
- 『情熱社長』(2016年9月、株式会社Cheer)
- 『LIG BLOG』(2017年4月、株式会社LIG)
- 『Just』表紙、巻頭インタビュー(2017年10月、船井本社)
- 『Techable』(2018年4月、株式会社PR TIMES)
- 『フジサンケイビジネスアイ』(2018年8月より連載)
- 『RIETI LETTER』リレーエッセイ（2020年9月、経済産業調査会）
- TOKYO FMの生ラジオ番組『THE TRAD』稲垣吾郎さんパーソナリティ会ゲスト出演(2022年8月)
- 『Professional Online』(2022年10月、株式会社アライアンスクラウド)
- 『tenbo』(2022年11月、株式会社エムエム総研)

## 主な講演・講義
国土交通省、都留文科大学、亜細亜大学、ジュンク堂那覇店、春光堂書店、仙台青年会議所、一般社団法人WAOJE、株式会社フジナガ、株式会社アーク・スリー・インターナショナル、その他